# Kojatín
Kojatín (in tedesco Kojatin) è un comune della Repubblica Ceca facente parte del distretto di Třebíč, nella regione di Vysočina.